# 氮化鋁鎵
氮化鋁鎵（AlGaN）是由氮化鋁和氮化鎵混合所組成的半導體。
AlxGa1−xN的能隙可以從
4.3eV（xAl=0）到6.2eV（xAl=1）。
AlGaN是發光二極管的材料，可以在藍光到紫外线的範圍內運作，其波長最低可到遠紫外線的250 nm，有些記載的資料甚至可以低到222 nm，也用在藍光激光二極管內。
AlGaN也可以用於紫外线輻射的偵測器，以及用在AlGaN/GaN的高电子迁移率晶体管內。
AlGaN常和氮化鎵或氮化鋁一起使用，以形成异质结。
AlGaN層常會長晶在氮化鎵上，基質是蓝宝石或(111)的矽，幾乎都會有額外的氮化鎵層。

## 安全性和毒性
有關氮化鋁鎵的毒性目前尚未完全研究。其粉末會刺激皮膚、眼睛和肺部。有關氮化鋁鎵製備原料（像三甲基镓和氨）的環境、健康及安全議題以及標準有机金属化学气相沉积法來源的工業衛生監控，目前已有文獻对其综述。

## 外部連結
- Gallium nitride quantum dots and deep UV light emission. （页面存档备份，存于） GaN in AlN